# ICarly (sæson 3)
Den tredje sæson af iCarly blev vist på Nickelodeon fra 12. september 2009 til 26. juni 2010. Sæsonen omhandler Carly Shay, Sam Puckett og Freddie Benson, hvor de laver deres egen web-show kaldet iCarly. Denne sæson var resultatet af splittelse i den anden sæsons produktion af 45 episoder, hvor de 20 sidste episoder blev markedsført som showets tredje sæson.

## Overigt over handlingsforløbet
I sæsonåbningen, fortæller Sam (som er helt væk i lattergas) til Carly om hende og Freddies første kys, som hun kan ikke huske bagefter at hun fortalte til Carly. Da Carly fortæller Freddie, hvad Sam sagde, prøver han at skifter emne, hvor Carly forsøger at holde ham fast for at få ham til at tilstå. Freddie siger, at det er sandt, så Carly beder Sam og Freddie at komme til hendes lejlighed hvor hun konfronterer dem om, at de holdt deres kys en hemmeligt fra hende. I sidste ende beslutter Sam og Freddie er det tid til at stoppe med at have hemmeligheder og fortælle Carly, at de vil fortælle hinanden alt.
To uger senere, de tre befinder sig i en "Pigerne-Vælger-Partner" situation, er de nødt til at finde dates til dans. Alle tre dates ender dårligt; Sam finder ud af, at hendes "potentielle" date, Gibby, har en kæreste, Freddie er lidt irriteret på sin dates magiske tricks og Carly bliver konstant afbrudt af hendes date, hvor Carly og Freddie til sidst danser en romantisk langsomt dans på Groovy Smoothie. Det er i dette øjeblik, at Sam går ind og ser dem. Ved at se dem, går hun lydløst væk.
Tre måneder senere, skubber Freddie Carly ud af vejen fordi der er en modkørende taco lastbil på vejen, for at redde hendes liv og får sig selv såret i processen. Carly er så taknemmelig for, at hun besøger hans værelse ofte for at tage sig af ham og på et tidspunkt kysser hun ham. 
I løbet af den tid begynder Carly og Freddie deres forhold, fortæller Sam Freddie, baseret på hendes erfaringer med en kæreste, som sendte hende bacon, at Carly kun elsker ham for hvad han gjorde. Freddie vil ikke tro hende i starten, men senere samme aften, i Carlys lejlighed, indser han, at dette kan være sandt, og fortæller Carly dette. De to ender deres korte forhold, men beslutter, at når hele dette "helten"-ting aftager og Carly er tiltrukket af Freddie på grund af hvem han er, vil de forsøge deres forholdet igen.

## Episoder
| Episode i sæson | Episode i serien | Originalt episode navn    | Dansk episode navn               | Instrueret af      | Skrevet af                    | Handling | Dato for amerikansk TV-præmiere                      | Amerikanske seere (mio.)      |
| --------------- | ---------------- | ------------------------- | -------------------------------- | ------------------ | ----------------------------- | --- | ---------------------------------------------------- | ----------------------------- |
| 1. afsnit       | 51. afsnit       | iThink They Kissed        | iTænk at de kyssede              | Adam Weissman      | Steve Holland                 | Carly tager Sam med til tandlægen efter at hendes tand falder ud under et webshow. Tandlægen vil bore i Sams tænder og bruger i sidste ende lattergas for at berolige hende. Sam får en mærkelig bivirkning af at bruge lattergas, da hun tror at hendes tommelfinger mangler, og at det er en hemmelighed, at hun kan lide stegt kylling. Sam afslører, at hende og Freddie har delt et hemmeligt kys. Carly spørger Freddie, som han siger ja i en nervøs tone. Sam bliver involveret, hvilket ender i at hun konfrontere Freddie. Spencer modellerer et gigantisk par bukser med nogle fanger. Da Spencer tager skulpturen hjem, viser det sig den at være tungere, end han troede, fordi der har gemt sig nogle fanger inde i dem, da de vil flygte fra fængslet. | 12. september 2009                                   | 7.6                           |
| 2. afsnit       | 52. afsnit       | iCook                     | iKog                             | Roger Christiansen | Dan Schneider                 | På webshow viser Carly og Sam deres seere, hvordan man laver Spaghetti Tacos, en populær ret, der blev kreeret af Spencer. Mad TV (parodi på Food Network) ringer til Carly og Spencers lejligheden og spørger, om de kan interviewe iCarly banden om Spaghetti Tacos. Under interviewet kommer Ricky Flame, en populær kok fra Seattle, ind i iCarly studiet og udfordrer bande til en "madkamp" for at se hvem der kan lave retten bedst. Da iCarly sejrer, slutter Ricky sin madlavning karriere. iCarly banden tilskynder ham til at starte op igen, men det virker ikke. Ricky starter i stedet med at wrestle mod små børn. Spencer har en vision om, at han giver et knus til Nug-Nug, en figur fra Galaxy Wars (parodi på Star Wars), på Groovy Smoothie, efter at være elektrisk stød af Sams skab. | 19. september 2009                                   | 3.7                           |
| 3. afsnit       | 53. afsnit       | iSpeed Date               | iSpeed Date                      | Russ Reinsel       | Andrew Hill Newman            | Efter at have spyttet i hendes crush' øje, bliver Carly ydmyget og forsøger at finde en ny date for den populære skolefest. Sam føler for Carlys frustration, og lægger en plan for at få hende en date. Under et webshow, bliver Carly bundet til en stol og tapet munden, hvorefter Sam spørger drenge fra Seattle-området for at ansøge om Carlys date. Da kliken bliver overvældet af antallet af drenge, der møder op på mødestedet (Groovy Smoothies), opretter de en speed-dating session. Carly fortæller Sam, at hun skal bede Gibby om at gå til med festen, hvis Carly skal gå med en tilfældig iCarly-fan. Da Sam at invitere Gibby med til festen siger at han ikke kan gå med hende. En meget forvirrede Sam opdager at Gibby har en veninde, Tasha. Da Carlys date, Austin, hele tiden afbryde, skriger hun endelig "Shut Up!" til ham og smider ham ud. Episoden afsluttes da Sam vender tilbage til Groovy Smoothie og ser Carly og Freddie danse en langsom dans. Hun vender rundt og forlader uden at sige noget. | 26. september 2009                                   | 4.6                           |
| 4. afsnit       | 54. afsnit       | iCarly Awards             | iCarly Awards                    | Steve Hoefer       | Andrew Hill Newman            | Carly, Sam, og Freddie laver "iCarly Awards" for usædvanlige gode resultater fra deres fans. Spencer får hjælp fra nogle europæiske badedragt modeller til at bygge ti små statuetter til iCarly Awards. | 3. oktober 2009                                      | 4.3                           |
| 5. afsnit       | 55. afsnit       | iHave My Principals       | iHar mine principper             | David Kendall      | Matt Fleckenstein             | Harold Gorman, der er leder for alle Seattles skoler, fyrer Principal Franklin efter at han har været gæst på iCarly . Principal Franklin erstattes af Ms Briggs og Mr. Howard som viceforstander. De nye forstandere foretager væsentlige ændringer i skolen, herunder hård straffelse af de studerende, og tilføjelse af en streng dress code. | 17. oktober 2009                                     | 4.6                           |
| 6. afsnit       | 56. afsnit       | iFind Lewbert's Lost Love | iFinder Lewberts tabte kærlighed | David Kendall      | Matt Fleckenstein             | Sam skal hente hendes telefon i Lewberts kontor efter at have forladt det der under et iCarly-show. Sam finder en kasse med Lewberts dybt personlige ting, og går det i gennem i iCarly-studiet sammen med Freddie og Carly. Banden finder alle mulige forskellige ting i kassen, herunder Lewberts mandlige modeller og gamle fødselsdag fotos. Banden finder også en mystisk DVD, dedikeret til Lewbert fra en kvinde ved navn Marta Trundel. DVD'en viser at Lewbert og Marta dater, som giver iCarly-banden en idé. Gruppen kontakter Marta og sender hende til lobbyen i Bushwell Plaza for at overraske Lewbert. iCarly-banden opdager snart, at Marta forårsagede masser af de ting som er gået galt i Lewberts liv, som Lewberts personlighed og vorte. Den næste aften, inviterer Carly Marta hen til hendes lejlighed for at diskutere Lewbert. Carly fortæller Marta, at det varforkert at kontakte hende, som Marta reagerer rasende.                                                                                    | 14. november 2009                                    | 5.0                           |
| 7. afsnit       | 57. afsnit       | iMove Out                 | iFlytter                         | Steve Hoefer       | Arthur Gradstein              | Efter at Fru Benson tvinger Freddie spise asparges i mens de laver et "iCarly"-show og viser folk i skolen hans babybilleder, og støvsuger hans øre, mens han sov, bliver Freddie ophidset og flytter han ud og får sin egen lejlighed ved elevatoren i Bushwell Plaza. Fru Benson opdager hun har brug for Freddie og han får hende til at love at ikke at genere ham i offentligheden igen. | 28. november 2009                                    | 5.6                           |
| 8-9. afsnit     | 58-59. afsnit    | iQuit iCarly"             | iDropper iCarly                  | Steve Hoefer       | Dan Schneider                 | iCarly-banden møder Fleck og Dave, de to børn, der driver "Fleck og Dave Show." Men de viser deres "forskelligheder", da Carly og Sam ankommer. De bliver sammenlignet, Dave med Carly, og Fleck med Sam. I mellemtiden forsøger Spencer for at vinde en båd og bliver besat af konkurrencen. | 5. december 2009                                     | 8.8                           |
| 10. afsnit      | 60. afsnit       | iSaved Your Life          | iReddede dit liv                 | Larry Lafond       | Eric Goldberg & Peter Tibbals | Da Carly krydser en gade og ser ikke en taco lastbil dreje rundt om hjørnet, men Freddie gør og skubber Carly ud af vejen. Freddie bliver skadet. Carly begynder at udvikle følelser for Freddie og passer ham, til han er tilbage på benene. Sam har en samtale med Freddie om ulykken, og indser, at Carly 's følelser overfor Freddie mere snarere er en reaktion omkring at han at reddede hendes liv, end hun er virkelig forelsket i ham. Freddie tager imod Sams råd og bryder op med Carly. De er enige om, at hvis Carly stadig har følelser for ham efter hele det "helte-ting" fortager sig, vil de overveje at genoplive deres forhold. Sam og Spencer er oppe mod hinanden i et paintball-"lejemorder"-spil for at se, hvem der vinder den sidste runde (oprindeligt var Carly og Freddie en del af spillet, indtil de tabte den første runde.) | 18. januar 2010 (original) 12 februar 2010 (udvidet) | 12.4 (original) 4.1 (udvidet) |
| 11. afsnit      | 61. afsnit       | iWas a Pageant Girl       | iVar en skønhedsdronning         | Adam Weissman      | Andrew Hill Newman            | Sam indrømmer over for hendes venner, at da hun var barn, var en skønhedskonkurrencedeltager, da en gæst på iCarly siger, at hun vil konkurrere i en skønhedskonkurrence med kampsport som talent. Sam blev suspenderet på grund af at hun blev mistænkt for at skubbe en kandidat ned fra scenen. Carly overbeviser hende til at konkurrere mod sin gamle rival. | 29. januar 2010                                      | 5.2                           |
| 12. afsnit      | 62. afsnit       | iEnrage Gibby             | iRasende Gibby                   | Jonathan Goldstein | Jake Farrow                   | Freddie hjælper Gibbys kæreste, Tasha, med at finde en gave til Gibbys fødselsdagsfest i iCarly-studiet, falder Tasha ved et uheld over Freddie. Gibby udfordrer Freddie til en kamp. Freddie erfarer, at Gibby er en fantastisk Kickboxer og bliver trænet af Sam. Freddie viser Gibby et webcam video, som har fanget et klip af at Tasha faktisk falder over Freddie. Gibby ser det og undskylder til Freddie. Snart efter bliver de venner igen. I mellemtiden er Spencer fejlagtigt rapporteret død på grund af naturlige årsager, så han udnytter muligheden for at sælge sin kunst for flere penge, end hvis han levede. | 5. februar 2010                                      | 4.8                           |
| 13. afsnit      | 63. afsnit       | iSpace Out                | iUde i rummet                    | Russ Reinsel       | Jake Farrow                   | En milliardær spørger Carly, Sam, og Freddie at sende deres første live webshow fra det ydre rum. Spencer bliver generet af en mystisk lille pige, der følger ham gennem hele lejligheden. | 5. marts 2010                                        | 5.3                           |
| 14. afsnit      | 64. afsnit       | iFix a Pop Star           | iFinder en popstjerne            | Steve Hoefer       | Matt Fleckenstein             | Carly, Sam og Freddie er chokerede, da de finder ud af, at de er nødt til at øve med Ginger Fox, en talentløs, arrig popstjerne. Og tingene bliver en katastrofe, da Ginger har ikke haft en prøve i 7 år i hendes alder af 26. Spencer begynder at date Charlotte som er Gibby mor. Men han har svært ved at kysse hende, da han opdager at hun ligner Gibby, men Charlotte synes at Spencer ligner Carly. Da de begynder at kysse, ser Spencer Gibbys ansigt, og Charlotte ser Carlys ansigt. Bemærk: Ginger Fox er en parodi på Britney Spears. | 19. marts 2010                                       | 3.8                           |
| 15. afsnit      | 65. afsnit       | iBloop                    | iBloopers                        | Steve Hoefer       | Dan Schneider                 | Miranda Cosgrove og Jerry Trainor viser bloopers og fraklip fra serien begyndte. | 17. april 2010                                       | 4.3                           |
| 16. afsnit      | 66. afsnit       | iWon't Cancel the Show    | iVil ikke stoppe showet          | Steve Hoefer       | Eric Goldberg & Peter Tibbals | Freddie erfarer, at Sam er på en ungdomsanstalt , og vil ikke komme ud i tide til at lave iCarly. Carly er fast besluttet på ikke at annullere showet, da hendes far vil kigge med, så hun beder Spencer om at træde til, hvilket vil vise sig at være vanskeligt, da han har en date samme aften. | 1. maj 2010                                          | 4.9                           |
| 17. afsnit      | 67. afsnit       | iBelieve in Bigfoot       | iTror på Bigfoot                 | Steve Hoefer       | Dan Schneider                 | Carly forsøger at bevise, at der er en Bigfoot væsen, en legendarisk skabning der er hævdede at være blevet set af mange mennesker i Pacific Northwest. | 8. maj 2010                                          | 4.4                           |
| 18-19. afsnit   | 68-69. afsnit    | iPsycho                   | iPsyko                           | Steve Hoefer       | Dan Schneider & Ben Huebscher | Carly, Sam og Freddie forsøge at opmuntre en ensom fan ved navn Nora Dirshlitt på hendes fødselsdag. Noras forældre har forladt hende på hendes fødselsdag og hun har ingen gæster overhovedet. Carly og Freddie beslutter at lave en særlig iCarly webcast for at vise folk fra Noras skole, at de er til hendes fest, og en masse mennesker dukker op. Nora er glad for hendes pludselige popularitet (og endda har modet til at kysse en populær pige). | 4. juni 2010                                         | 7.5                           |
| 20. afsnit      | 70. afsnit       | iBeat the Heat            | iSlår varmen                     | Steve Hoefer       | Steve Holland                 | Efter en strømafbrydelse, kommer alle i deres højhus hen til Shay's lejlighed for at nyde Spencers norske aircondition, herunder Fru Benson, Lewbert, Chuck og Carlys ekskæreste Griffin. Freddie møder en pige ved navn Sabrina han talte med online, og tingene bliver akavet, når han finder ud af, at hun er højere end han forventede. Carly har et projekt, hun arbejder på i skolen og forsøger at sikre, at ingen ødelægger det. I sidste ende ødelægger Sabrina projektet. | 26. juni 2010                                        | 4.1                           |

## Medvirkende
| Skuespiller      | Rolle          | Bemærkninger                                               |
| ---------------- | -------------- | ---------------------------------------------------------- |
| Miranda Cosgrove | Carly Shay     |                                                            |
| Jerry Trainor    | Spencer Shay   |                                                            |
| Jennette McCurdy | Sam Puckett    | Hun var fraværende i to episoder (afsnit 15 og afsnit 16). |
| Nathan Kress     | Freddie Benson | Han var fraværende i en episode (afsnit 15).               |
| Noah Munck       | Gibby          | Han var fraværende i elleve episoder.                      |

### Andre medvirkende
| Skuespiller         | Rolle                                                  | Medvirkende i afsnit:                                                           |
| ------------------- | ------------------------------------------------------ | ------------------------------------------------------------------------------- |
| Al Espinosa         | Ricky Flame                                            | Medvirkende i afsnit 2                                                          |
| Martin Klebba       | Nug-Nug                                                | Medvirkende i afsnit 2                                                          |
| Angela Martinez     | Sarah James                                            | Medvirkende i afsnit 2                                                          |
| Skyler Day          | Magic Malika                                           | Medvirkende i afsnit 3                                                          |
| Emily Ratajkowski   | Tasha                                                  | Medvirkende i afsnit 3 og afsnit 12                                             |
| Kevin Fonteyne      | Austin                                                 | Medvirkende i afsnit 3                                                          |
| Chord Overstreet    | Eric                                                   | Medvirkende i afsnit 3                                                          |
| Boog!e              | T-Bo                                                   | Medvirkende i afsnit 3 og afsnit 5.                                             |
| Ethan Munck         | 5-årig Gibby Guppy Gibson (Gibby's lillebror)          | Medvirkende i afsnit 3 som 5-årig Gibby og afsnit 18-19 som Gibby's bror Guppy. |
| John Burke          | Fotograf                                               | Medvirkende i afsnit 4                                                          |
| Mindy Sterling      | Ms Briggs                                              | Medvirkende i afsnit 5                                                          |
| Tim Russ            | Principal Franklin                                     | Medvirkende i afsnit 5                                                          |
| David St. James     | Mr. Howard                                             | Medvirkende i afsnit 5                                                          |
| Ryan Ochoa          | Chuck                                                  | Medvirkende i afsnit 6 og afsnit 20                                             |
| Lara Jill Miller    | Mrs Kravitz                                            | Medvirkende i afsnit 6                                                          |
| Kit Pongetti        | Marta Trundel                                          | Medvirkende i afsnit 6                                                          |
| Nicole Taylor       | Gabriella                                              | Medvirkende i afsnit 6                                                          |
| Patrick Labyorteaux | Nooter Guy                                             | Medvirkende i afsnit 6                                                          |
| Gilland Jones       | LeAnne Carter                                          | Medvirkende i afsnit 11                                                         |
| Lane Napper         | Ernie                                                  | Medvirkende i afsnit 11                                                         |
| Deena Dill          | Charlotte (Gibby's mor)                                | Medvirkende i afsnit 12, afsnit 14 og afsnit 18-19                              |
| Betsy Rue           | Ginger Fox (Ginger Fox er en parodi på Britney Spears) | Medvirkende i afsnit 14                                                         |
| Amie Farrell        | Candace                                                | Medvirkende i afsnit 16                                                         |
| Craig Welzbacher    | Dr. Sydney Van Gurbin.                                 | Medvirkende i afsnit 17                                                         |
| Danielle Morrow     | Nora Dershlit                                          | Medvirkende i afsnit 18-19.                                                     |
| Daniella Monet      | Populære pige                                          | Medvirkende i afsnit 18-19.                                                     |
| Drew Roy            | Griffin (Carly's ekskæreste)                           | Medvirkende i afsnit 20                                                         |